# Acrótato (filho de Cleômenes II)
Acrótato foi um filho de Cleômenes II, rei ágida de Esparta. Segundo Diodoro Sículo, ele era sedento de sangue e mais cruel que os tiranos.
Acrótato tornou-se impopular em Esparta, pois ele queria uma punição rigorosa para os sobreviventes na Batalha de Megalópolis. Os espartanos, inclusive, deram-lhe uma surra, e viviam planejando contra ele, o que o motivou a procurar ação fora de Esparta. A oportunidade surgiu quando uma embaixada de Acragas veio pedir ajuda a Esparta contra Agátocles de Siracusa. Os exilados de Siracusa haviam convencido Acragas, Gela e Messina a lutar contra Agátocles, antes que ele se tornasse forte demais.
Acrótato, com alguns navios, partiu para a Itália sem o consentimento dos éforos, mas os ventos do Mar Adriático o levaram para a cidade de Apolônia, que estava sendo sitiada por Gláucias, rei dos taulâncios. Acrótato terminou a guerra, convencendo Gláucias e a cidade a fazerem um tratado de paz.
Em seguida, ele passou por Tarento, onde convenceu a cidade a ajudar com vinte navios na guerra para libertar Siracusa.
Chegando em Acragas, ele assumiu o posto de general, mas, apesar das expectativas de que eles se livrariam do tirano, ele não fez nada de digno, agindo de forma tirânica, mais parecido com um persa do que com um espartano. Acrótato assassinou à traição Sosístrato, o mais importante dos exilados de Siracusa. Após estes atos, os exilados o removeram do posto de general e tentaram apedrejá-lo, mas Acrótato conseguiu fugir para a Lacônia.

Árvore genealógica baseada em Plutarco e Pausânias: